# Skocznie narciarskie w Rajczy
Skocznie narciarskie w Rajczy – nieczynne obecnie skocznie narciarskie, położone w Rajczy, funkcjonujące w latach 50. oraz na początku lat 60. XX w.

## Historia
Dwie skocznie narciarskie na północno-wschodnim stoku Góry Hutyrów na terenie Rajczy (blisko granicy z Ujsołami) powstały w latach 1950–1951. Wśród inicjatorów budowy znaleźli się leśnik inż. Tadeusz Sporek oraz kierownik miejscowej szkoły Ludwik Kocoń. Udział w powstaniu obiektów mieli także działacze Urzędu Gminy oraz GS-u.  
Oficjalne otwarcie skoczni nastąpiło 1952 podczas zawodów o mistrzostwo Ludowych Zespołów Sportowych. Tego typu konkurs rozegrano także w kolejnym roku, a w kategorii seniorów zwyciężył Antoni Wieczorek, z odległościami 47,5 i 47 m, wyprzedzając Rudolfa Frosa i Stefana Przybyłę. Zawody te uwieczniły kamery Polskiej Kroniki Filmowej. W 1953 odbyły się tam także mistrzostwa województwa krakowskiego. Zawody na skoczniach w Rajczy rozgrywano także w ramach corocznych Rajdów Chłopskich. Wśród nagród, jakie wręczano zwycięzcom tych konkursów były kupony na ubranie oraz żywy wieprz.  
W 1963 obiekty zamknięto. Z czasem, w latach 70. XX w. popadły w ruinę, w którym to stanie trwają do dziś (stan na czerwiec 2018). W latach 90. XX w. oraz na początku XXI w. pojawiały się pomysły reaktywacji skoczni. Budowę nowej skoczni K 30 w Rajczy zakładał Narodowy Program Rozwoju Skoków Narciarskich PZN-u, opublikowany w 2004. Koszt prac oszacowano na 220 tys. zł, a 30% finansowania miało pochodzić ze środków samorządowych. Inwestycja ostatecznie nie doszła do skutku. 

## Rozmiary skoczni
Według Władysława Bułki rekord większego obiektu wynosił "ok. 52 m" lub 59 m (ustanowiony przez Kazimierza Maciejowskiego z Czarnych Żywiec). Na mniejszej skoczni najdłuższy skok (33 m) uzyskać miał Michał Zając z LZS Rajcza. Na podstawie wyników zawodów i informacji o rekordach można wywnioskować, że większy obiekt mógł mieć punkt K usytuowany w okolicach 50-55 metra zeskoku, a mniejszy - ok. 30 m. Większa skocznia została wymieniona w spisie obiektów zatwierdzonych przez Główny Komitet Kultury Fizycznej w 1956 roku jako obiekt o punkcie L (wówczas był to punkt oznaczający początek strefy lądowania) przedziału 40-50 m.     